# Sleepwalker
Sleepwalker es el decimoquinto álbum de 1977 de la banda británica de rock The Kinks. Supone la vuelta a un disco con canciones de rock después de varios años editandos álbumes conceptuales. Es el último disco en que aparece el bajista John Dalton, quien abandonó a mitad de la grabación del mismo, tocando en todas las canciones excepto en "Mr. Big Man", en que toca Andy Pyle en su lugar.

## Lista de canciones
- Todas las canciones compuestas por Ray Davies

1. "Life on the Road" – 5:02
2. "Mr. Big Man" – 3:49
3. "Sleepwalker" – 4:04
4. "Brother" – 5:28
5. "Juke Box Music" – 5:32
6. "Sleepless Night" – 3:18
7. "Stormy Sky" – 3:58
8. "Full Moon" – 3:52
9. "Life Goes On" – 5:03

### Pista adicionales en reediciones en CD
1. "Artificial Light" – 3:27
2. "Prince of the Punks" – 3:18
3. "The Poseur" – 2:53
4. "On the Outside" (1977 Mix) – 6:01
5. "On the Outside" (1994 Mix) – 5:07

## Personal
- Mick Avory: batería, percusión
- Dave Davies: guitarra líder, voz, coros
- Ray Davies: voz, guitarra, teclados
- John Dalton: bajo
- John Gosling: teclados, coros
- Andy Pyle: bajo en "Mr. Big Man"